# الجماعة (مسلسل)
الجماعة هو مسلسل تلفزيوني درامي سياسي مصري من تأليف وحيد حامد وإخراج المخرج السينمائي محمد ياسين ومن إنتاج كامل أبو علي (شركة الباتروس للإنتاج الفني والتوزيع)، بدأ التصوير في المسلسل في يناير 2010 وبميزانية 50 مليون جنيه مصري، تم تصوير المسلسل في مدينة الإنتاج الإعلامي وأحد أندية حي مصر الجديدة بالقاهرة. والعديد من المحافظات المصرية ولا يوجد تصوير خارج مصر.
عُرِضَ المسلسل على التلفزيون المصري وقناة القاهرة والناس وقنوات مصرية أخرى في شهر رمضان عام 2010 ميلادي (1431 هجري)، تدور أحداث المسلسل عن حسن البنا وعن جماعة الإخوان المسلمين التي أسسها.

## عرض المسلسل
يتم عرض المسلسل بطريقة الفلاش باك، حيث يتم التحقيق مع مجموعة من شباب جامعة الأزهر بالقاهرة بتهمة القيام بعمل عرض عسكري داخل الجامعة، ويتولى وكيل نيابة التحقيق معهم، لكنه لا يعرف الكثير من التفاصيل عن الجماعة، فيسأل الخبير بشؤون الجماعة المستشار عبد الله كساب (عزت العلايلي)، فيعطيه كتب عن الإمام المؤسس والجماعة ليقرأها، ونشاهد نحن ما يقرأه وكيل النيابة عن الجماعة والإمام حسن البنا منذ طفولته وحتى الآن.

## احداث الحلقات
| ترتيب الحلقات | ابراز احداثالحلقات | المصدر |
| ------------- | --- | ------ |
| 1             | عرض عسكري من اعضاء جماعة الاخوان المسلمين في جامعة القاهرة بسبب الانتخابات الطلابية فيها. مع حديث عن مؤسسة الجماعة وكتابه الدعوة والداعية. |        |
| 2             | |        |
| 3             | |        |
| 4             | |        |
| 5             | |        |
| 6             | |        |
| 7             | |        |
| 8             | |        |
| 9             | |        |
| 10            | قدوم الشيخ احمد السكري الى الاسماعيلية وترشيح الاستاذ حسن البنا لاجل العمل في السعودية، ولاحقا عدم الموافقة على ذلك، وقدوم الشيخ حامد عسكرية للعمل في الاسماعيلية |        |
| 11            | ظهور السفير البريطاني في مصر ليأخذ تقرير حول الجماعة ومؤسسها وانتشارها. ووصول شكاوي على الاستاذ حسن البنا مع عمل تحقيق له على مستوى امني، وايضا نقل صديقة حامد عسكرية إلى منطقة اخرى في شبراخيت في البحيرة، والعمل لبناء مسجد للجماعة ومقر لها في الاسماعيلية وشراء قطعة الارض لها، ثم لقاءه مع رئيس قناة السويس البارون الفرنسي والتبرع ب500جنية انجليزي، وحديثة مع الشيخ رشيد علي رضا ومحب الدين الخطيب عن الدعم للجماعة من السعودية. |        |
| 12            | لقاء حسن البنا مع اخيه عبدالرحمن الذي اسس جمعية الحضارة الاسلامية في القاهرة، وخلاف بسبب تبرع بارون القناة، وظهور سفارة بريطانيا والحديث عن اهمية حسن البنا لهم والجماعة. والتوجه لانشاء فرقة جوالة للأطفال واياض قسم للنساء، وقدوم الشيخ محمد سعيد العرفي من الشام للقاء حسن البنا. ثم الذهاب لمعسكر الجوالة في الصحراء لمشاهدة تدريباتهم واعدادهم لاجل المستقبل. ولقاء عدد من وجهاء الاسماعيلية وخلاف في بعض المسائل، ثم حديث الاستاذ حسن البنا مع مؤسسي الجماعة حول من سيحل مكانه بعد نقله، واختيارة للشيخ علي الجداوي (النجار) ليكون مكانه في الاسماعلية. |        |
| 13            | خلافات بسبب اختيار شيخ علي الجداوي وايصا بسبب اموال الجماعة وجهات تصريفها. وانتقال الاستاذ حسن البنا الى مدرسة عباس الاول الابتدائية في القاهرة. وهجوم الاعضاء من مكتب السماعيةليى عليه لخلافات مالية واستعانته بالجوالة لحمايته منهم. ثم العودة للعصر الحالي وذكر رسالة التعاليم من المرشد الحالي، وحديث للمستشار عبدالله كساب (عزت العلايلي) مع الضابط الشاب حول التطور المرحلي للجماعة في الاربعينات. تقرير لشريرين حفيد كساب (يسرا اللوزي) حول السير والنقل، وتسلمها عملها في الاعلام. والقيام بالذهاب لحديقة الاورمان حيث يتحدث رجل فيها كلام سياسي ناقد، ويشببهها البوليس بهايد بارك لندن، ويقوم متظاهر (كريم عبدالعزيز باعداة الحديث للصحفيةوفريقها ويتم التحقيق معهم في الشرطة. ثم يقران المشتشار كساب والضابطالشاب بين حسن البنا وجماعته مع حسن الصباح والحشاشون في امور عديدة. |        |
| 14            | يلقي حسن البنا على مجموعة من الشباب محتوى وثيقة تسمى "عقيدتنا"، مع اول ظهور لرئيس حزب الوفد ورئيس الوزراء مصطفى النحاس. ويعرض الشيخ حسن البنا طريقة حشد الاعضاء عبر الطلاب والموظفين، ويتعرض للنقاش والجدال مع احد الشباب الحاضرين في احد دروسه والذي احضره الشاب "سعد". ويجتمع مع عدد من الشباب يبلغ 6 شباب في مكان معزول للحديث عن مستقبل الجماعة مع قراءة "ورد الرابطة"، لاجل تشكيل لجنة الطلبة لحشد الطلبة للجماعة، وعمل وجود للجماعة بين كليات الجامعة. |        |
| 15            | العمل على انشاء مصليات في الجامعة، ولقاء حسن البناء مع الشيخ محب الدين والشيرخ رشيد الذي يتعرض للغضب بسبب اتهامه بالترويج للوهابية السعودية في مصر، والحديث عن "مجلة الجماعة"، ثم لقاء اشيخ حسن البنا مع شيخ الأزهر والحديث عن الجماعة واهدافها وانجازاتهاوما يمكن تقديمه لها لمساعدة الازهر في تحقيق اهدافه والدفاع عن الدين من الاجانب والهجمات الخارجية. ثم لقاء الشييخ طنطاوى جوهري (عبد الرحمن أبو زهرة) صاحب كتاب الجواهر في تفسير القرآن الكريم لتدريب الوعاظ وتعليمهم لاجل المحاضرة في المساجد بعد موافقة الازهر. وعمل دروس للشباب حول اساليب الخطابة والدعوة بالمساجد من الشيخ حسن والشيخ طنطاوي للحصول على القبول والرضا. يتم الاتفاق على تأسيس مطبعة للاخوان لطباعة اوراقهم وايضا كمشروع تجاري. يظهر بداية التدريب عبر بنادق خشبية لفرقة الجوالة على السلاح، وتبدا الجلسات والمواعظ في المساجد، ويتلو الشيخ حسن البنا الوصايا العشر في سورة الانعام، ويزور احد المناطق المعزولة للدعوة وحل مشاكلها. ويتم القاء مواعظ عن الصبر وأهميته. يكون مصطفى النحاس يتناقش مع مجلسه حول اهداف الجماعة ولاي حزب او تيار يعملون. |        |
| 16            | في العصر الحالي، تبدأ الحلقة بدرس ديني لاحد الشيوخ الجدد (الشيخ عاطف) من ذوي البدلات، ثم لقائه مع رئيس قناة السهم التي يعمل بها. ثم الضابط اشرف مع ابو تيمور الشاب الذي يحقق معه يتحدثون عن علاقة ابنه بالجماعة. فلاش باك للماضي، في مكتب السفير البريطاني، يتحدث مدير الاستخبارات مع السفير البريطاني عن حسن البنا والجماعة. ثم درس من شقيق حسن البنا لما يسمى مجموعة كتائب الاخوان، وطريقة التدريب الروحي لهم عبر برنامج خاص روحاني ونفسي وشخصي، مع نقائ لبعض شباب الجماعة عن تعريفالجماعة الدولة الدينية، ثم تدريب مجموعات الجوالة وافتتاح مركز صحي يتبع للجماعة. ثملقاء الشيخ رضا ومحب الدين مع حسن البنا لبيان رأيها في الانجليز. ثم قراره للذهاب لاداء فريضة الحج مع 100 من الاخوان. ثم استقبا ل كبير له. في العصر الحالي، يتم التحضير للذهاب لدار الاوبرا من الضابط وخطيبتهـ ثم التحضير مع القناة السهم لاجل لقاء مع الرجل الذي يقوم بالحديث في حديقة الاورمان. |        |
| 17            | حديث عن فرقة مسرحية اسسها حسن البنا واهتمامه بالفن والمسرح. يظهر حسن البنا مع رجالة عن وفاة فؤاد الأول (1868 - 1936) وخوفه من نازلي ملكة مصر القرينة ذات الميول للوفد. ثن الاجتماع مع علي ماهر باشا ودعم الجماعة للملك فارق القادم حديثا من بريطانيا. والتوسع بالعمل والمشاريع لرفع الجماعة بالمال، وحدوث مناكفات بينه وبين حزب الوفد |        |
| 18            | حسن البنا يبدأ بتعليم نفسه والجماعة استخدام السلاح وشرائه ، وايضا نشر لشعبية الملك الجديد على حساب حزب الوفد، وجدال بين الفريقين حول ثورة 1919 المصرية. ثم زيارة طنطا واستقبال كبير له من اهلها. ثم القيام بعمل هتافات للملك وحزب الوفد ومناوشات بين الملك والنحاس باشا. ولقاء الامام حسن البنا مع نقيب المعلمين ودعمهم لمقارات والتعاون معهم. وتنتهي الحلقة بكلمة :استعدوا لاستقبال النشأ" |        |
| 19            | |        |
| 20            | |        |

## آراء وانتقادات

### قبل ظهور العمل
ظهور فكرة هذا المسلسل أدت إلى هجوم شديد على مؤلفه وحيد حامد من بعض جماعة الإخوان المسلمين واصفين المؤلف "بالتبعية للحزب الوطني الديموقراطي[ ؟ ]" وأن ما سيجسد في هذا المسلسل ما هو إلا هجوم من المؤلف على الجماعة، وهو ما نفاه وحيد حامد ورد على ذلك في تصريحات لجريدة المصري اليوم بأنه لا يؤيد ولا يهاجم الجماعة وإنما يؤرخ ويدون قصة حسن البنا والجماعة بكل مصداقية وأنه يعرض ما حدث في هذه الحقبة الزمنية.

### خطأ جسيم في القرآن الكريم
ومع إذاعة الحلقة السادسة من مسلسل «الجماعة»، ظهر في أحد المشاهد الشيخ محمد زهران ينصح فيها حسن البنا وهو فتى - يتلو الشيخ آية من القرآن الكريم مغيراً في بضع كلمات مما أثار غضب العديد من الناس، الآية في سورة الأعراف رقم 199 حيث قال الفنان: محمود الجندي كلمة (المعروف) بدلاَ من كلمة (العُرف)، كما أن بعض المشاهد تسخر من الدعاة الشباب فظهر أحد الفنانين بتقليد الداعية الإسلامي عمرو خالد مما أثار غضب الكثيرين حيث اعتبروا المسلسل حرباً على الإسلام وليس نقداً للإخوان المسلمين.

### رب ضارةٍ نافعة!
في الوقت الذي يكثر فيه انتقاد المسلسل، يرى البعض أن المسلسل قد «أفاد جماعة الإخوان» على حد قولهم، فنجد أن وكالة أسوشيتد برس تنشر خبر مفاده أن هذا المسلسل قد «أدخل جماعة الإخوان في كل بيت»، وأنه قد «أتي بنتائج عكس ما أراده القائمون عليه». ونقل موقع الإخوان هذا الخبر عن وكالة الأنباء.
كما نشر موقع الإخوان قصيدة وجه فيها الشكر لمسلسل «الجماعة»  جاء فيها:
ثم يسترسل الشاعر ليذكر كيف أن الكاتب قد حَرَّف ما جاء في كتاب مذكرات الدعوة والداعية ليكيل التهم للجماعة فيقول:
ثم يذكر أن الكاتب متحامل علي الإخوان على حد قوله، وأنه يري الإخوان من منظور معادٍ غير محايد فيقول:
ولقد ذكرت إحدي دور النشر التابعة لجماعة الإخوان المسلمين بيانا تشير فيه إلي ازدياد معدل مبيعات كتاب رسائل الشيخ حسن البنا، والتي قد كتبها الشيخ حسن البنا بخط يديه. وذكرت أيضا أنه قد ازدادت أعداد النسخ التي تنتجها دور النشر التابعة للإخوان بعشرات النسخ معلقة ذلك بقولها أن المسلسل كان له الفضل في توعية الناس إلي تاريخ جماعة الإخوان المسلمين دون أن تذكر رأيها في المسلسل، واكتفت بالقول أن المسلسل جعل الناس في شوق إلي معرفة الحقيقة الصحيحة عن جماعة الإخوان والتي يرويها الشيخ حسن البنا بنفسه في مذكراته، مما دفعهم إلي شراء المزيد من نسخ الرسائل الداعية للتحقق من تاريخ الجماعة بصدق 

## نجل حسن البنا

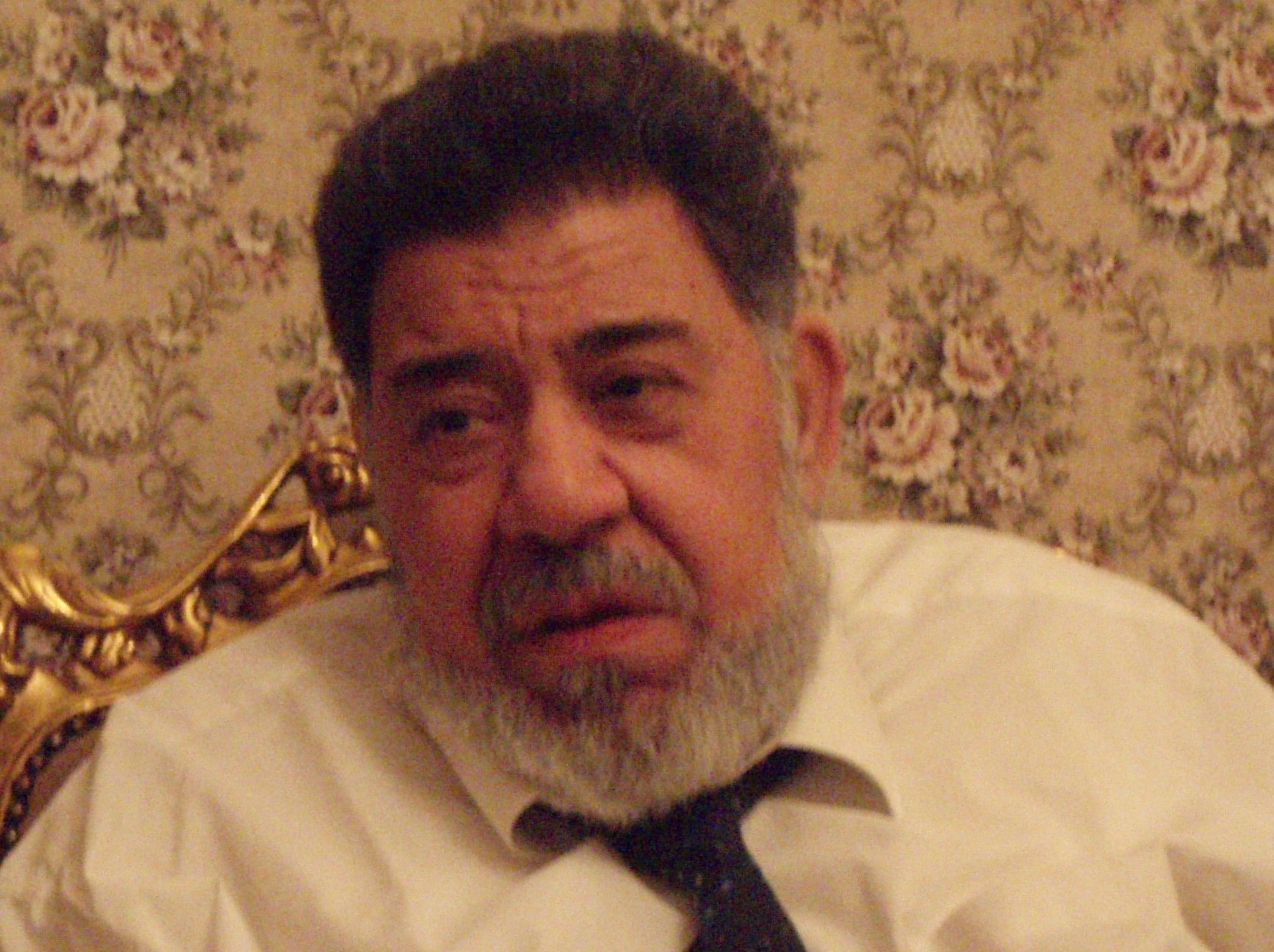
المحامي سيف الإسلام حسن البنا نجل حسن البنا

وقد تقدم المحامي سيف الإسلام حسن البنا نجل حسن البنا بإنذار على يد محضر ضد وحيد حامد مؤلف المسلسل، والشركة المنتجة، لتمكينه من قراءة السيناريو ومشاهدة ما تم تصويره قبل عرض المسلسل مهدد بإقامة دعوى قضائية عبر المحكمة المختصة لوقف عرض المسلسل وجميع القنوات التي أشترته أو ستعرضه.
وطالب البنا في تصريحات لجريدة اليوم السابع بتمكينه من حقه القانوني في الإطلاع على ما يمس والده وشخصية عامة بحجم وقيمة حسن البنا، نافياً أن يكون هذا من باب الوصاية أو الرقابة بقدر ما هو حق قانوني وأحد حقوق الملكية للتأكد من أن ما نسب لوالده من وقائع أو للجماعة ليس مزيفا، قائلاً أن كل ما يريده التأكد من ألا يكون هناك وقائع غير صحيحة منسوبة لحسن البنا قد تسئ إليه ولأسرته.
وقال أنه فقط اعتمد على ما تم نشره من حلقات أو مشاهد أو حوارات لوحيد حامد، وأنه يعرف موقف حامد من الجماعة والتيار الإسلامي منذ 1992 وبدأت بكتاباته في فيلم طيور الظلام عن فوز الإخوان المسلمين في انتخابات نقابة المحامين المصرية فوزا كاسحا 

## شخصية حسن البنا
وقد تم اختيار النجم الأردني إياد نصار لتمثيل شخصية حسن البنا حيث قال المخرج محمد ياسين: إياد ممثل موهوب، ويجيد الأداء باللهجة المصرية، بالإضافة لتشابه ملامحه مع شخصية البنا.

## الجزء الثاني
يستعد وحيد حامد لكتابة الجزء الثاني من مسلسل الجماعة، الذي يرصد جماعة الإخوان المسلمين منذ نشأتها حتى الآن، وقد اضطر وحيد حامد إلى كتابة جزء ثاٍن للمسلسل بعد أن فوجئ بالعديد من التفاصيل والأحداث الخاصة بجماعة الإخوان، التي يصعب بلورتها بالكامل في 30 حلقة فقط.

## الممثلون
| رقم الحلقة | الممثل                | الشخصية                            | دور بطولة                                       | الزمن |
| ---------- | --------------------- | ---------------------------------- | ----------------------------------------------- | ----- |
|            | إياد نصار             | حسن البنا                          | المرشد العام ومؤسس جماعة الإخوان المسلمين       | قديما |
|            | حسن الرداد            | أشرف هلال                          | وكيل النيابة                                    | حديثا |
|            | سوسن بدر              | سعاد الطاهر                        | والدة أشرف                                      | حديثا |
|            | عبد العزيز مخيون      | بهجت السواح                        | رجل أعمال من قيادات الأخوان                     | حديثا |
|            | عزت العلايلي          | المستشار عبد الله كساب             | إخواني سابق وجد (شيرين)                         | حديثا |
|            | يسرا اللوزي           | شيرين حفيدة المستشار عبد الله كساب | زوجة وكيل النيابة                               | حديثا |
|            | سامي مغاوري           | مهدي عاكف                          | المرشد العام للأخوان                            | حديثا |
|            | صلاح عبد الله         | عبد الحميد يونس                    | جار وصديق والد أشرف                             | حديثا |
|            | أحمد الفيشاوي         | الملك فاروق الأول                  | ملك مصر والسودان                                | قديما |
|            | أحمد خليل             | علي ماهر باشا                      | وزير ورئيس وزراء                                | قديما |
|            | أحمد راتب             | مصطفى النحاس باشا                  | زعيم حزب الوفد                                  | قديما |
|            | حسن كامي              | حسين سري باشا                      | وزير ورئيس وزراء                                | قديما |
|            | إبراهيم يسري          | أحمد حسنين باشا                    | كبير مستشاري الملك                              | قديما |
|            | رياض الخولي           | إبراهيم عبد الهادي                 | مستشار الملك ورئيس وزراء                        | قديما |
|            | مصطفى حشيش            | محمد فؤاد سراج الدين               | زعيم وفدي                                       | قديما |
|            | جلال عبد القادر       | أحمد ماهر باشا                     | وزير ورئيس وزراء                                | قديما |
|            | محمد أبو داوود        | محمود فهمي النقراشي باشا           | رئيس وزراء                                      | قديما |
|            | جمال إسماعيل          | الامام محمد مصطفى المراغي          | شيخ الأزهر                                      | قديما |
|            | رؤوف مصطفي            | الشيخ محمد رشيد رضا                | شيخ سلفي                                        | قديما |
|            | عبد الرحمن أبو زهرة   | الشيخ طنطاوي جوهري                 | عالم أزهري                                      | قديما |
|            | فهمي الخولي           | صالح حرب                           | رئيس جماعة الشبان المسلمين                      | قديما |
|            | كمال زعيم             | شيخ أزهري                          |                                                 | قديما |
|            | محمود اللوزي          | مسئول بريطاني                      |                                                 | قديما |
|            | عبد الله فرغلي        | المهندس أحمد                       | متظاهر                                          | حديثا |
|            | أحمد حلمي             | الشاعر محمد عوني                   | ضيف شرف                                         | حديثا |
|            | محمد سلام             | محمد عبد العال                     | ضيف شرف                                         | حديثا |
|            | منة شلبي              | الطالبة علية                       | ضيفة شرف                                        | حديثا |
|            | كريم عبد العزيز       | متظاهر                             | ضيف شرف                                         | حديثا |
|            | عمرو واكد             | رئيس قناة فضائية                   | ضيف شرف                                         | حديثا |
|            | وائل الإبراشي         | بشخصيته الحقيقية                   | ضيف شرف                                         | حديثا |
|            | حسين الإمام           | متهم                               | ضيف شرف                                         | حديثا |
|            | ياسر الطوبجي          | متهم                               | ضيف شرف                                         | حديثا |
|            | عبد الله مشرف         | إمام زاوية بالمحمودية              |                                                 | قديما |
|            | محمود الجندي          | الشيخ زهران                        | معلم حسن البنا الأول                            | قديما |
|            | عادل شعبان            | أحمد البنا الساعاتي                | والد حسن البنا                                  | قديما |
|            | محمد مرزبان           | محمود الأتربي                      | عضو وفدي                                        | قديما |
|            | أحمد مالك             | حسن البنا صغيرا                    |                                                 | قديما |
|            | هادي خفاجة            | طفل صديق لحسن البنا                | صغيرا                                           | قديما |
|            | ماهر عصام             | أحمد السكري                        | صديق حسن البنا ومن مؤسسي الجماعة                | قديما |
|            | أحمد عزمي             | عبد الرحمن السندي                  | رئيس النظام السري الخاص للجماعة                 | قديما |
|            | أحمد فلوكس            | صالح عشماوي                        | رئيس تحرير جريدة الإخوان المسلمون               | قديما |
|            | محمد نجاتي            | محمود عبد الحليم                   | أحد أعضاء جماعة الأخوان المسلمين                | قديما |
|            | طارق عبد العزيز       | عبد الحكيم عابدين                  | أحد أعضاء جماعة الأخوان المسلمين                | قديما |
|            | آسر ياسين             | عبد العزيز كامل                    | أحد أعضاء جماعة الأخوان المسلمين                | قديما |
|            | حسام داغر             | حسين كمال الدين                    | أحد أعضاء جماعة الأخوان المسلمين                | قديما |
|            | علي عبد الرحيم        | الحاج محمد فرغلي                   | أحد أعضاء جماعة الأخوان المسلمين                | قديما |
|            | حامد شيرت             | خالد عبد الحميد                    | أحد أعضاء جماعة الأخوان المسلمين                | قديما |
|            | مؤمن نور              | عبد العزيز أحمد                    | أحد أعضاء جماعة الأخوان المسلمين                | قديما |
|            | صبحي خليل             | محمود الصباغ                       | أحد أعضاء جماعة الأخوان المسلمين                | قديما |
|            | محسن منصور            | مصطفى مشهور                        | أحد أعضاء جماعة الأخوان المسلمين                | قديما |
|            | ضياء عبد الخالق       | محمود عساف                         | أحد أعضاء جماعة الأخوان المسلمين                | قديما |
|            | فادي خفاجة            | -                                  | أحد أعضاء جماعة الأخوان المسلمين                | قديما |
|            | كريم الحسيني          | -                                  | أحد أعضاء جماعة الأخوان المسلمين                | قديما |
|            | كريم محمود عبد العزيز | محمود العيسوي                      | أحد أعضاء التنظيم السري للجماعة وقاتل أحمد ماهر | قديما |
|            | شريف رمزي             | أحمد عبد الفتاح طه                 | أحد أعضاء التنظيم السري جماعة الأخوان المسلمين  | قديما |
|            | محمد شاهين            |                                    | أحد أعضاء التنظيم السري جماعة الأخوان المسلمين  | قديما |
|            | محمد رمضان            | إبراهيم الترزي                     | أحد أعضاء التنظيم السري جماعة الأخوان المسلمين  | قديما |
|            | شادي خلف              | أحمد عادل كمال                     | أحد أعضاء التنظيم السري جماعة الأخوان المسلمين  | قديما |
|            | أحمد الدمرداش         | طاهر                               | أحد أعضاء التنظيم السري جماعة الأخوان المسلمين  | قديما |
|            | إبراهيم السمان        | شرف الدين                          | أحد أعضاء التنظيم السري جماعة الأخوان المسلمين  | قديما |
|            | هيثم أحمد زكي         | عبد المجيد أحمد حسن                | قاتل النقراشي باشا                              | قديما |
|            | رامز أمير             | أحد الشباب الرافضين للجماعة        | صغيرا                                           | قديما |
|            | سعيد صديق             | مصطفي باشا مرعي                    | وزير دولة لإبراهيم عبد الهادي                   | قديما |
|            | عادل أمين             | وزير                               | بوزارة علي ماهر                                 | قديما |
|            | سامي عبد الحليم       | أحمد الخازندار                     | قاضي قضية مقتل أمين عثمان                       | قديما |
|            | تميم عبده             | كلايتون                            | رئيس المخابرات البريطانية                       | قديما |
|            | عاطف عمار             | جميل حداد اللبنانى                 |                                                 | قديما |
|            | خليل مرسي             | عبد الرحمن عمار                    | المكلف بوزارة الداخلية للنقراشي                 | قديما |
|            | صلاح رشوان            | مرتضي مراغي                        | مدير الأمن العام                                | قديما |
|            | ليلى جمال             | أم عنايات                          | صاحبة شقة الأخواني إبراهيم الترزي               | قديما |
|            | عفاف مصطفي            | فضيلة                              | صديقة أم عنايات                                 | قديما |
|            | محمود الجابري         | شفيق أنس                           |                                                 | قديما |
|            | عمرو زيدان            | سكرتير عبد الرحمن عمار             |                                                 | قديما |
|            | وائل إبراهيم          | سعد الدين الزيني                   |                                                 | قديما |
|            | خالد عبد السلام       | سكرتير جمعية الشبان المسلمين       |                                                 | قديما |
|            | ياسر علي ماهر         | العميد كمال                        | مباحث أمن الدولة                                | حديثا |
|            | شادي سرور             | الضابط شادي                        | مباحث أمن الدولة                                | حديثا |
|            | ماهر سليم             | سكرتير مهدي عاكف                   |                                                 | حديثا |
|            | محمد السويسي          | جنايني فيلا أشرف هلال              |                                                 | حديثا |
|            | هشام إسماعيل          | إسماعيل                            | ضيف شرف                                         | حديثا |
|            | خالد فضل              | كاتب النيابة                       |                                                 | حديثا |
|            | محمد الأحمدي          | خالد عبد الحميد يونس               |                                                 | حديث  |
|            | كريم قاسم             | تيمور عبد الحميد يونس              |                                                 | حديث  |
|            | حنان يوسف             | زوجة عبد الحميد                    | أم خالد وتيمور                                  | حديثا |
|            | محمد فريد             | صبري محروس                         | جار عبد الحميد                                  | حديث  |
|            | رحاب الجمل            | عايدة                              | خادمة فيلا سعاد الطاهر                          | حديثا |
|            | فايق عزب              | فوزي                               | عضو مجلس الشعب                                  | حديثا |
|            | مجدي القصبجي          | باشا                               |                                                 | قديما |
|            | هشام الشربيني         | باشا                               |                                                 | قديما |
|            | يوسف عيد              | باشا                               |                                                 | قديما |
|            | تامر ضيائي            | رئيس النيابة                       |                                                 | حديثا |
|            | عزت بدران             | النائب العام                       |                                                 | حديثا |
|            | إبراهيم صلاح          | الأخواني فضل شاهين                 |                                                 | حديثا |
|            | أحمد إبراهيم          | طالب أخواني                        |                                                 | حديثا |
|            | محمد فراج             | حسين علي                           | طالب أخواني                                     | حديث  |
|            | كمال سليمان           | أحمد فتح الله                      |                                                 | حديثا |
|            | أحمد النمرسي          | ضابط أمن دولة                      |                                                 | حديثا |
|            | أحمد حمدي             | عامل سوبر ماركت                    |                                                 | حديثا |
|            | تامر حسني             | مخبر                               |                                                 | حديثا |
|            | عصام إبراهيم          | ضابط مراقب                         |                                                 | حديثا |
|            | علي السكري            | مخبر مراقب                         |                                                 | حديثا |
|            | سالي درويش            | سيدة مراقبة                        |                                                 | حديثا |
|            | عصام نعمان            | جرسون محل الكباب                   |                                                 | حديثا |
|            | محمد دياب             | رجل من الأخوان                     |                                                 | حديثا |
|            | طارق شرف              | عبد الكريم من الأخوان              |                                                 | حديثا |
|            | فكري سليم             | رجل من الأخوان                     |                                                 | حديثا |
|            | أحمد رماح             | جرسون كافيتريا المطار              |                                                 | حديثا |
|            | أيمن صلاح             | طالب بالمظاهرة                     |                                                 | حديثا |
|            | محمود كمال            | طالب بالمظاهرة                     |                                                 | حديثا |
|            | هشام أبو حباجة        | دكتور جامعة                        |                                                 | حديثا |
|            | رامي يوسف             | طالب بالمظاهرة                     |                                                 | حديثا |
|            | أحمد فتحي             | طالب بالمظاهرة                     |                                                 | حديثا |
|            | محمد عادل             | طالب بالمظاهرة                     |                                                 | حديثا |
|            | أحمد توفيق            | طالب بالمظاهرة                     |                                                 | حديثا |
|            | حسن عبد الله          | فاضل                               |                                                 |       |
|            | إسلام القاضي          |                                    |                                                 |       |
|            | تامر نبيل             | إبراهيم البنهاوى                   |                                                 |       |
|            | أيمن صلاح             | طارق                               |                                                 |       |
|            | حسان العربي           | عبد التواب                         |                                                 |       |
|            | فاروق هاشم            | شافعي                              | أحد الشباب الرافضين للجماعة                     |       |

## مواضيع ذات علاقة
- الإخوان المسلمين
- وحيد حامد
- حسن البنا
- الجماعة 2